# Shokat as-Sufi
Shokat as-Sufi (àrab: شوكة الصوفي, Xawkat aṣ-Ṣūfī) és un municipi palestí situat al sud de la Franja de Gaza, al sud de Rafah i adjacent a l'inoperatiu Aeroport Internacional Yasser Arafat. És una de les localitats més pobres de la Franja de Gaza i té una infraestructura subdesenvolupada.
Segons el dens de 1997 de l'Oficina Central d'Estadístiques de Palestina (PCBS), Shokat as-Sufi tenia 5,663 dels quals el 90% eren refugiats palestins. Per gènere els habitants de la vila són 49.3% homes i 50.7% dones. Segons la PCBS a mitjans de 2006 tenia una poblaccio de 8,094.
Shokat as-Sufi és governada per un consell municipal d'11 membres inclòs l'alcalde, qui des de 2005 és Mousa Abu Jlaidan.